# 三省堂印刷
三省堂印刷株式会社（さんせいどういんさつ）は、三省堂の印刷部門を引き継いだ印刷所。

## 概要
三省堂の印刷所を引き継ぎ、辞書の製造を中心として事業を展開。実際、当初から、辞書の組版、印刷、製本の一貫生産をおこなう。近年は並製本の製本もおこなうようになったため、一部の一般書も一貫生産が可能となっている。印刷・製本業界は分業体制が確立されており、このような一貫生産は珍しい。
また、社外からの受注もおこなっており、日本聖書協会の発行する聖書の印刷のほとんどと製本の一部を受注している。そのほか、学習参考書や、秋田書店のマンガ雑誌、大学や自治体からの受注もある。また、三省堂書店の子会社である創英社（直接の資本関係はない）からの受注もある。
近年のオフセット輪転機は高性能になり、技術者の運用次第で辞書や聖書で用いられる薄いインディア紙にも印刷できるため、ほとんど万能といえるのだが、製本設備はそうもいかないため、それぞれ別の設備が必要となる。だが、本来、得意としている上製本で作られる書籍は限られており、社外からのそれの受注は聖書と一部の他社辞書などに限られている。逆にいえば、辞書や聖書のような上製本が製本できる製本所はそう多くない。
なお、大辞林の物理的な厚みは、製本設備の上限に達しているため、単純にページ数を増やすことはできない。そのため、第二版の机上版から二分冊とせざるを得なくなっている。上製本の製本設備は限られていることから、広辞苑も同じジレンマに陥っており、大辞林の後を追うように第六版の机上版を二分冊とした。

## 略歴
- 1881年：三省堂創業。
- 1889年：神田区裏神保町1（現在の千代田区神田神保町）に印刷所を開設。
- 1921年：米国ATF社からベントン母型彫刻機を導入。 国産インディア紙を開発（王子製紙と共同研究）
- 1923年：活字サイズにポイント制を採用。専用書体（いわゆる三省堂書体）の開発に着手。
- 1924年：蒲田工場が操業開始。
- 1926年：書体研究室を開設。
- 1928年：活字の一度のみの使用に踏み切る。（一度鋳造した活字は繰り返し使用することが一般的だった）
- 1934年：活版輪転印刷機を導入。
- 1940年：日本語活字としては当時最小の5.5pt活字が完成。（1943年刊行の「明解国語辞典」に使用）
- 1945年：戦災により、鎌田工場が焼失。神田三崎町の仮工場（現在、三省堂本社がある）で操業。
- 1949年：三鷹工場を設立。
- 1950年：インディア紙へのオフセット印刷技術を開発。
- 1970年：製本ラインが完成。
- 1974年：会社更生法による申し立て、事実上の倒産。
- 1976年：八王子市に移転し、八王子工場として操業。
- 1981年：三省堂から独立し、三省堂印刷株式会社を設立。
- 1984年：三省堂が更生計画を達成。
- 1985年：モトヤ/極東貿易のビデオジャムを導入。
- 1992年：モトヤのトレンドエースを導入。
- 1993年：活字組版を全廃。電子ブック版「聖書新共同訳」を製作。
- 1994年：電子ブック版「辞林21」を製作。
- 1997年：東京営業所を開設。
- 1998年：モトヤのトレンドエースMarkIIを導入。
- 2000年：ボーレンベルク製三方断裁機を導入。
- 2001年：コロンビアのスペイン語聖書を受注。小森製四六全判2色刷両面オフセット印刷機を導入。芳野式1冊下固め機32駒を導入。
- 2002年：東京出版機械製自動高速丁合機（TT-30型）を導入。
- 2024年：タイヘイ株式会社の子会社となり、グループ入り。